# Malgaceros boviceps
Genre
Espèce
Malgaceros boviceps, unique représentant du genre Malgaceros, est une espèce d'opilions laniatores de la famille des Biantidae.

## Distribution
Cette espèce est endémique de la région Diana à Madagascar. Elle se rencontre sur Nosy Be.

## Description
La femelle syntype mesure 1,9 mm.

## Publication originale
- Lawrence, 1959 : « Arachnides-Opilions. » Faune de Madagascar, vol. 9, p. 1–121.